# اوتاویانو
اوتاویانو (به ایتالیایی: Ottaviano) یک کومونه در ایتالیا است که در استان ناپل واقع شده‌است.

## خصوصیات
اوتاویانو ۱۹٫۸ کیلومترمربع مساحت و ۲۳٬۵۷۲ نفر جمعیت دارد.